# Хайдушка клетва
„Хайдушка клетва“ е български игрален филм (драма) от 1957 г. на режисьора Петър Б. Василев, по сценарий на Орлин Василев. Оператор е Димо Коларов. Музиката е на Александър Райчев, а художник е Златка Дъбова.
Създаден е по новелата „Хайдутин майка не храни“ на Орлин Василев. Музиката във филма е композирана от Александър Райчев.
Музиката изпълнява Софийската филхармония с диригент Александър Райчев.

## Сюжет
„Страхил е войвода на хайдушка чета. Турци са убили майка му и баща му. Хубавата Ивана е отвлечена за харема на Мехмед бей. Хайдутите вземат сина на бея като заложник и освобождават Ивана... Беят провожда пратеници при Страхил, като обещава да не напада селото и да не го преследва, ако Страхил заживее мирен живот. Предложението е прието. Старият хайдутин Горан се опитва да го разубеди, но заедно с Ивана, Страхил се връща в бащината къща.
Четата осиротява без войводата. Един ден през селото минават оковани във вериги хора. Страхил не издържа, нахвърля се върху едно заптие и го убива. Турска конница обгражда къщата му. Дружината му влиза в бой. Ивана взима един от пистолетите на мъжа си и улучва Мехмед бей. Хайдутите я спасяват. Надигналият се с последни сили Мехмед бей стреля по тях. Ивана закрива с тялото си бай Горан. Със сетни сили тя успява да каже на Страхил, че иска той да се върне при дружината си, а тя да бъде погребана на тяхната поляна.“

## Състав

### Актьорски състав
| Изпълнител                               | Роля                                        |
| ---------------------------------------- | ------------------------------------------- |
| Апостол Карамитев                        | Страхил войвода, хайдутин                   |
| Гинка Станчева                           | Ивана, пленена мома, после жена на Страхил  |
| Стефан Пейчев                            | бай Горан, хайдутин                         |
| Андрей Чапразов                          | Мехмед бей                                  |
| Константин Кисимов                       | чорбаджи Йордан (Йорданчо „Крастата“)       |
| Иван Братанов                            | Станьо, майстор ковач                       |
| Герасим Младенов                         |                                             |
| Любомир Бобчевски                        | един от старейшините на Брезово             |
| Стефан Гецов                             | пеещият хайдутин                            |
| Луна Давидова                            | жената на Мехмед бей                        |
| Георги Асенов                            | бай Димитър, чичото на Ивана                |
| Борислав Иванов                          | турчин, дясна ръка на Мехмед бей            |
| Никола Узунов (като Николай Узунов)      | Герго, хайдутин                             |
| Стефан Гъдуларов (като Стефан Гадуларов) | майстор Ибрахим                             |
| Георги Сарафов                           |                                             |
| Християн Русинов                         |                                             |
| Динко Динев                              | хайдутин                                    |
| Никола Дадов                             | хайдутин                                    |
| Иванка Касабова                          |                                             |
| В епизодите                              |                                             |
| Екатерина Дафинова (като Ек. Дафинова)   |                                             |
| Екатерина Белева (като Ек. Белева)       |                                             |
| Надежда Вакъвчиева (като Н. Вакъвчиева)  | брезовчанка                                 |
| Л. Трифонов                              |                                             |
| Стойчо Мазгалов (като Ст. Мазгалов)      | Юсуф кьоравия, Мехмедовия кучкарин          |
| К. Наумов                                |                                             |
| Евгени Коцев (като Ев. Коцев)            |                                             |
| Пламен Чаров (като Пл. Чаров)            |                                             |
| Пейчо Пейчев (като П. Пейчев)            | брезовчанец                                 |
| В. Гудева                                |                                             |
| Ана Георгиева                            |                                             |
| Валентина Борисова (като В. Борисова)    | брезовчанка                                 |
| Александър Благоев (като Ал. Благоев)    |                                             |
| Г. Банчев                                |                                             |
| Найчо Петров (като Н. Петров)            | турчин                                      |
| Анж. Яшар                                |                                             |
| Валентин Василев (като В. Василев)       | Митко, синът на Петър                       |
| Георги Наумов (като Г. Наумов)           | младият хайдутин                            |
| Красимир Медарев (като Кр. Медарев)      | брезовчанче                                 |
| К. Кехайов                               |                                             |
| Вера Драгостинова (не е в титрите)       | дъщеря на слугинята на жената на Мехмед бей |

и др.

### Творчески и технически екип
| Сценарий              | Орлин Василев                                                       |
| Режисьор              | Петър Б. Василев                                                    |
| Оператор              | Димо Коларов                                                        |
| Художник              | Златка Дъбова                                                       |
| Музика                | Александър Райчев                                                   |
| Звукооператор         | Кирил Попов                                                         |
| Монтаж                | Борислав Пенев                                                      |
| Грим                  | Мария Търкаланова                                                   |
| Костюми               | Виолета Йончева                                                     |
| Асистент-режисьори    | Димитър Петров Георги Аврамов                                       |
| Асистент-оператори    | Илия Балсамаджиев Сава Бояджиев                                     |
| Комбинирани снимки    | Оператор: Симеон Симеонов Художник: Стоян Кьосовски                 |
| Постановка на танците | Нина Кираджиева                                                     |
| Директор              | Христо Каранешев                                                    |
| Музиката изпълнява    | Софийската филхармония Диригент: Александър Райчев                  |
| Distributed by        | Българска кинематография Студия за игрални филми /Copyright © 1957/ |